# 蛤小百合
蛤小百合（10月6日—），通稱小百合（さゆり），日本籍女藝人。日本名字為早川小百合，出生於日本愛知縣名古屋市，目前定居台灣。

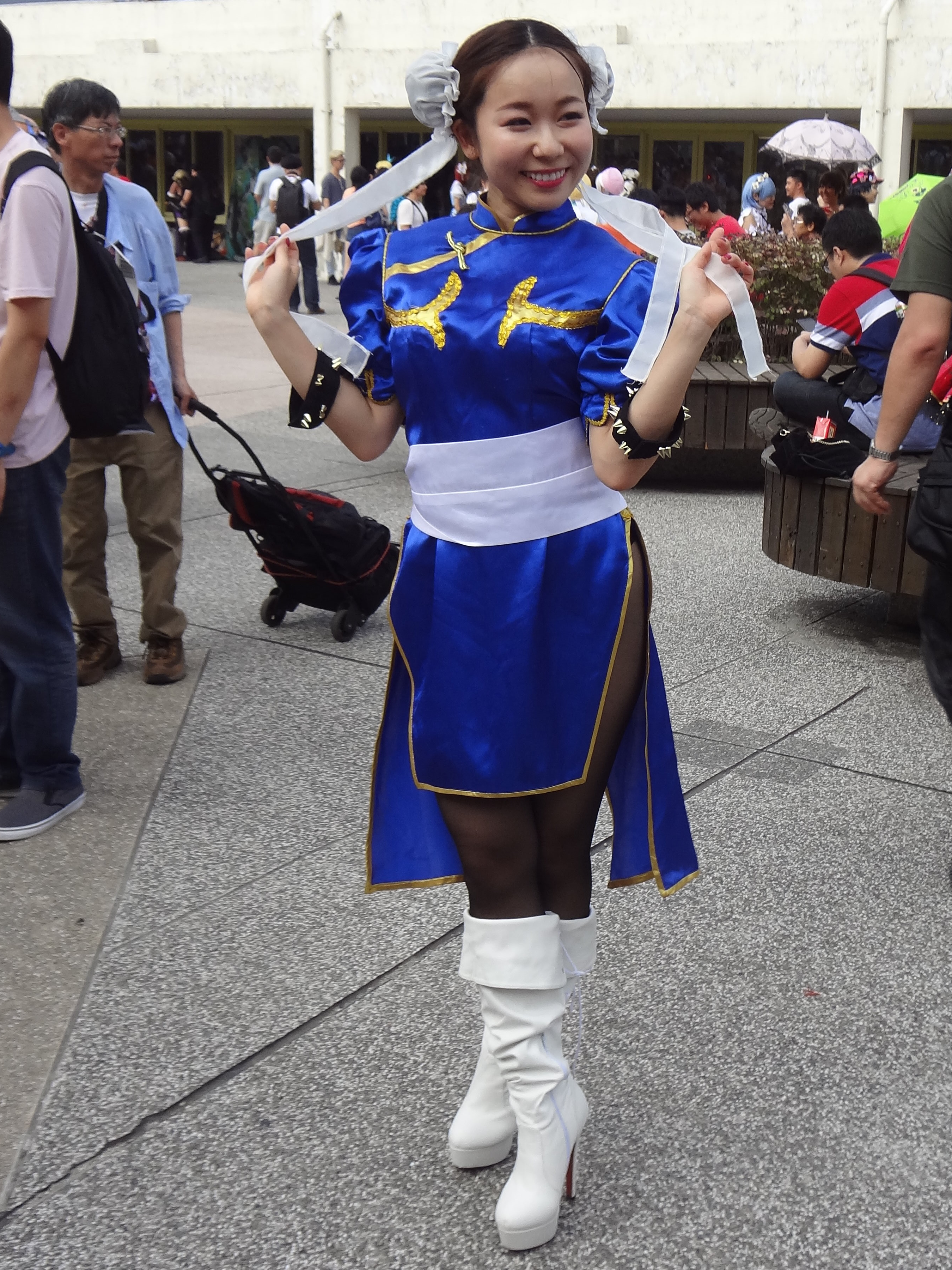
蛤小百合cosplay春麗

有澳洲遊學、中國大陸留學及台灣交換學生經驗。台灣留學時開始在台灣媒體曝光，愛知大學現代中國學系畢業後在日本當活動主持人、愛知縣知多半島在地偶像團體知多娘團員（藝名鶴田小百合）、名古屋中部國際機場廣告模特兒等。2018年定居台灣，正式開始在台灣演藝圈發展。
曾為東森綜合台《2分之一強》固定來賓，2019年3月30日開始與日本籍男藝人夢多主持國興衛視自製節目《國興日本歌唱王》。2024年任NHK新聞節目外景主持人。

## 經歷
從三歲開始學芭蕾舞、唱歌、書道、鋼琴等各種才藝，小時候的夢想是當舞台劇童星，但後來決定先專心讀到大學。大學時代曾擔任過學校啦啦隊隊長。
進愛知大學現代中國學系後曾在南開大學學中文，為了調查台灣茶產業而來台訪問並喜歡上台灣，隔年來東吳大學交換留學。中文檢定擁有HSK6級(最高級)。

## 主持作品

### 電視節目
| 年份 | 頻道               | 節目                             | 備註       |
| ---- | ------------------ | -------------------------------- | ---------- |
| 2015 | 八大綜合台         | 《WTO姐妹會》                    |            |
| 2015 | 中天綜合台         | 《大學生了沒》                   |            |
| 2016 | 知多Medias Network | 《ちたまるJOY》《メディアスFM》  |            |
| 2016 | CBC電視            | 《つボイノリオの聞けば聞くほど》 |            |
| 2018 | 東森綜合台         | 《二分之一強》                   | 日本代表   |
| 2018 | 三立都會台         | 《拜託了!女神》                  | 女神團     |
| 2018 | 三立都會台         | 《綜藝大熱門》                   |            |
| 2018 | 三立都會台         | 《國光幫幫忙》                   |            |
| 2018 | 中天綜合台         | 《生活百分百》                   | 外景主持人 |
| 2018 | 衛視中文台         | 《請問你是哪裡人》               |            |
| 2018 | 東風衛視           | 《名偵探女王》                   |            |
| 2018 | 東風衛視           | 《命運好好玩》                   |            |
| 2019 | 中天娛樂台         | 《小明星大跟班》                 |            |
| 2019 | 三立都會台         | 《愛玩客》                       |            |
| 2019 | 三立都會台         | 《姐姐當家》                     |            |
| 2019 | 國興衛視           | 《國興日本歌唱王》               | 主持人     |
| 2020 | 國興衛視           | 《台灣好吃驚》                   | 主持人     |

### 網路節目
| 年份   | 頻道   | 節目名稱       | 備註   |
| ------ | ------ | -------------- | ------ |
| 2015年 | 麥卡貝 | 《日本大遊民》 |        |
| 2018年 | 17     | 《17Q》        | 主持人 |

### 中日文活動主持
|      | 舉辦單位                            | 活動名稱                                | 地點                                          |
| ---- | ----------------------------------- | --------------------------------------- | --------------------------------------------- |
| 2015 | 日台名古屋若手交流会                | 名古屋日台交流會                        |                                               |
| 2016 | 日本愛知縣知多市                    | 第37屆 中日龍棒球教室                   | 知多市運動公園野球場                          |
| 2016 | 日本愛知縣知多市                    | beach festival                          | 新舞子ビーチ                                  |
| 2017 | 台北駐日經濟文化代表処台灣文化処    | 東京台灣未來映画週間                    | 台北駐日經濟文化代表処台灣文化処              |
| 2017 | 宇都宮トキメキ☆台湾フェス実行委員会 | 栃木縣宇都宮台灣祭                      | オリオンスクエア                              |
| 2017 | 東京タワー台湾祭実行委員会          | 第一屆東京鐵塔台灣祭                    | 日本東京鐵塔                                  |
| 2017 | Good for it                         | 日本美髮新品發表會                      | 新光三越                                      |
| 2018 | 台灣基督長老教會                    | 「台日共舞 花蓮加油」慈善義演會         | 台北場：在蔡瑞月舞蹈社 花蓮場：在花蓮文創園區 |
| 2018 | 開拓動漫事業有限公司                | 開拓動漫祭2018 World Cosplay Summit攤位 | 花博公園                                      |
| 2018 | 台灣觀光協會，台北國際會議中心      | 台灣日本祭                              | 永樂市場                                      |
| 2018 | 財團法人台灣觀光協會                | 2018美食展 四國香川縣攤位               | 世界貿易中心                                  |
| 2018 | 台中市觀光局                        | 台中觀光節                              | 日本名古屋中部國際機場                        |
| 2018 | 知多半島映画祭                      | 第8屆 愛知縣知多半島電影節              | 日本常滑イオンシネマ                          |
| 2018 | 台灣虎航                            | 高雄-名古屋開航典禮                     | 日本名古屋中部國際機場                        |

## 演出作品

### 電視劇
- 2014年　三立台灣台《親家》日本客人
- 2018年　三立都會台《高校生英雄傳》交換留學生
- 2021年　愛奇藝國際版《無神之地不下雨》上杉理子

### 電影
2018年《鄧麗君之我只在乎你》新人歌手

## 出版作品

### 雜誌
- 日本雜誌《ちたまるスタイル》 2015年11月號 封面模特兒 ，2017年 4月號 專訪

### 寫真集
- . ISBN 9789869811774.

## 廣告
- 名古屋中部国際機場 《海上樓 SkyDeck Beer Garden》《2017盆踊り》平面廣告
- 屏東縣政府觀光傳播處 觀光推廣影片[18]日本演員角色 （ 入選日本國際觀光影像節最佳東亞影像[19]）
- 莉莉絲遊戲 手機遊戲廣告《萬國覺醒》日本正妹角色[20]

## 代言
2018台北國際觀光博覽會 宣傳大使

## 外部連結
- 蛤小百合 さゆり Sayuri的Facebook專頁
- 蛤小百合 Sayuri的Instagram帳戶
- YouTube上的小百合in台灣/SayuriTV頻道